# Az Australian Open férfi páros döntői
| Év   | Győztesek                           | Ellenfelek a döntőben                       | Eredmény                    |
| ---- | ----------------------------------- | ------------------------------------------- | --------------------------- |
| 1905 | Randolph Lycett, Tom Tachell        | E.T. Barnard, B. Spence                     | 11–9, 8–6, 1–6, 4–6, 6–1    |
| 1906 | Rodney Heath, Tony Wilding          | Harry Parker, C.C. Cox                      | 6–2, 6–4, 6–2               |
| 1907 | Bill Gregg, H.A.Parker              | Horace Rice, George Wright                  | 6–2, 3–6, 6–2, 6–2          |
| 1908 | Fred Alexander, Alfred Dunlop       | G.G. Sharp, Tony Wilding                    | 6–3, 6–2, 6–1               |
| 1909 | J.P.Keane, Ernie Parker             | Tom Crooks, Tony Wilding                    | 1–6, 6–1, 6–1, 9–7          |
| 1910 | Ashley Campbell, Horace Rice        | Rodney Heath, J.L. O'Dea                    | 6–3, 6–3, 6–2               |
| 1911 | Rodney Heath, Randolph Lycett       | J.J. Addison, Norman Brookes                | 6–2, 7–5, 6–0               |
| 1912 | J. Cecil Parke, C.P.Dixon           | Alfred Beamish, Francis Lowe                | 6–4, 6–4, 6–2               |
| 1913 | Ernie Parker, A.Hedeman             | Harry Parker, Ray Taylor                    | 8–6, 4–6, 6–4, 6–4          |
| 1914 | Ashley Campbell, Gerald Patterson   | Rodney Heath, Arthur O'Hara Wood            | 7–5, 3–6, 6–3, 6–3          |
| 1915 | C.V.Todd, Horace Rice               | Francis Lowe, Bert St. John                 | 8–6, 6–4, 7–9, 6–3          |
| 1916 | elmaradt                            |                                             |                             |
| 1917 | elmaradt                            |                                             |                             |
| 1918 | elmaradt                            |                                             |                             |
| 1919 | Pat O'Hara Wood, R. V. Thomas       | James Anderson, Arthur Lowe                 | 7–5, 6–1, 7–9, 3–6, 6–3     |
| 1920 | Pat O'Hara Wood, R. V. Thomas       | Horace Rice, Ray Taylor                     | 6–1, 6–0, 7–5               |
| 1921 | Rhys Gemmell, S.H.Eaton, Rice       | N. Brearley, E. Stokes                      | 7–5, 6–3, 6–3               |
| 1922 | J.B.Hawkes, Gerald Patterson        | James Anderson, Norman Peach                | 8–10, 6–0, 6–0, 7–5         |
| 1923 | Pat O'Hara Wood, C. B. St John      | Dudley Bullough, Horace Rice                | 6–4, 6–3, 3–6, 6–0          |
| 1924 | James Anderson, Norman Brookes      | Gerald Patterson, Pat O'Hara Wood           | 6–2, 6–4, 6–3               |
| 1925 | James Anderson, Gerald Patterson    | James Anderson, Fred Kalms                  | 6–4, 8–6, 7–5               |
| 1926 | John Hawkes, Gerald Patterson       | James Anderson, Pat O'Hara Wood             | 6–1, 6–4, 6–2               |
| 1927 | John Hawkes, Gerald Patterson       | Pat O'Hara Wood, Ian McInness               | 8–6, 6–2, 6–1               |
| 1928 | Jean Borotra, Jacques Brugnon       | Jim Willard, Gar Moon                       | 6–2, 4–6, 6–4, 6–4          |
| 1929 | Jack Crawford, Harry Hopman         | Jack Cummings, Gar Moon                     | 6–1, 6–8, 4–6, 6–1, 6–3     |
| 1930 | Jack Crawford, Harry Hopman         | John Hawkes, Tim Fitchett                   | 8–6, 6–1, 2–6, 6–3          |
| 1931 | Charles Donohoe, Ray Dunlop         | Jack Crawford, Harry Hopman                 | 8–6, 6–2, 5–7, 7–9, 6–4     |
| 1932 | Jack Crawford, Gar Moon             | Harry Hopman, Gerald Patterson              | 12–10, 6–3, 4–6, 6–4        |
| 1933 | Keith Gledhill, Ellsworth Vines     | Jack Crawford, Gar Moon                     | 6–4, 10–8, 6–2              |
| 1934 | Fred Perry, George Hughes           | Adrian Quist, Don Turnbull                  | 6–8, 6–3, 6–4, 3–6, 6–3     |
| 1935 | Jack Crawford, Vivian Mcgrath       | Pat Hughes, Fred Perry                      | 6–4, 8–6, 6–2               |
| 1936 | Adrian Quist, D.P.Turnbull          | Jack Crawford, Viv McGath                   | 6–8, 8–2, 6–1, 3–6, 6–2     |
| 1937 | Adrian Quist, D.P.Turnbull          | John Bromwich, Jack Harper                  | 6–2, 9–7, 1–6, 6–8, 6–4     |
| 1938 | Adrian Quist, John Bromwich         | Gottfried von Cramm, Henner Henkel          | 7–5, 6–4, 6–0               |
| 1939 | Adrian Quist, John Bromwich         | Don Turnbull, Colin Long                    | 6–4, 7–5, 6–2               |
| 1940 | Adrian Quist, John Bromwich         | Jack Crawford, Viv McGrath                  | 6–3, 7–5, 6–1               |
| 1941 | elmaradt                            |                                             |                             |
| 1942 | elmaradt                            |                                             |                             |
| 1943 | elmaradt                            |                                             |                             |
| 1944 | elmaradt                            |                                             |                             |
| 1945 | elmaradt                            |                                             |                             |
| 1946 | Adrian Quist, John Bromwich         | Max Newcombe, Len Schwartz                  | 6–3, 6–1, 9–7               |
| 1947 | Adrian Quist, John Bromwich         | Frank Sedgman, George Worthington           | 6–1, 6–3, 6–1               |
| 1948 | Adrian Quist, John Bromwich         | Frank Sedgman, Colin Long                   | 1–6, 6–8, 9–7, 6–3, 8–6     |
| 1949 | Adrian Quist, John Bromwich         | Geoff Brown, Bill Sidwell                   | 1–6, 7–5, 6–2, 6–3          |
| 1950 | Adrian Quist, John Bromwich         | Eric Sturgess, Jaroslav Drobný              | 6–3, 5–7, 4–6, 6–3, 8–6     |
| 1951 | Frank Sedgman, Ken McGregor         | John Bromwich, Adrian Quist                 | 11–9, 2–6, 6–3, 4–6, 6–3    |
| 1952 | Frank Sedgman, Ken McGregor         | Don Candy, Merv Rose                        | 6–4, 7–5, 6–3               |
| 1953 | Ken Rosewall, Lew Hoad              | Don Candy, Merv Rose                        | 9–11, 6–4, 10–8, 6–4        |
| 1954 | Mervyn Rose, Rex Hartwig            | Neale Fraser, Clive Wilderspin              | 6–3, 6–4, 6–2               |
| 1955 | Vic Seixas, Tony Trabert            | Lew Hoad, Ken Rosewall                      | 6–3, 6–2, 2–6, 3–6, 6–1     |
| 1956 | Ken Rosewall, Lew Hoad              | Don Candy, Merv Rose                        | 10–8, 13–11, 6–4            |
| 1957 | Lew Hoad, Neale Fraser              | Mal Anderson, Ashley Cooper                 | 6–3, 8–6, 6–4               |
| 1958 | Ashley Cooper, Neale Fraser         | Roy Emerson, Bob Mark                       | 7–5, 6–8, 3–6, 6–3, 7–5     |
| 1959 | Rod Laver, Robert Mark              | Don Candy, Bob Howe                         | 9–7, 6–4, 6–2               |
| 1960 | Rod Laver, Robert Mark              | Roy Emerson, Neale Fraser                   | 1–6, 6–2, 6–4, 6–4          |
| 1961 | Rod Laver, Robert Mark              | Roy Emerson, Marty Mulligan                 | 6–3, 7–5, 3–6, 9–11 6–2     |
| 1962 | Roy Emerson, Neale Fraser           | Bob Hewitt, Fred Stolle                     | 4–6, 4–6, 6–1 6–4, 11–9     |
| 1963 | Bob Hewitt, Fred Stolle             | Ken Fletcher, John Newcombe                 | 6–2, 3–6, 6–3, 3–6, 6–3     |
| 1964 | Bob Hewitt, Fred Stolle             | Roy Emerson, Ken Fletcher                   | 6–4, 7–5, 3–6, 4–6, 14–12   |
| 1965 | John Newcombe, Tony Roche           | Roy Emerson, Fred Stolle                    | 3–6, 4–6, 13–11, 6–3, 6–4   |
| 1966 | Roy Emerson, Fred Stolle            | John Newcombe, Tony Roche                   | 7–9, 6–3, 6–8, 14–12, 12–10 |
| 1967 | John Newcombe, Tony Roche           | Bill Bowrey, Owen Davidson                  | 3–6, 6–3, 7–5, 6–8, 8–6     |
| 1968 | Dick Crealy, Allan Stone            | Terry Addison, Ray Keldie                   | 10–8, 6–4, 6–3              |
| 1969 | Rod Laver, Roy Emerson              | Ken Rosewall, Fred Stolle                   | 6–4, 6–4                    |
| 1970 | Bob Lutz, Stan Smith                | John Alexander, Phil Dent                   | 8–6, 6–3, 6–4               |
| 1971 | John Newcombe, Tony Roche           | Tom Okker, Marty Riessen                    | 6–2, 7–6                    |
| 1972 | Ken Rosewall, Owen Davidson         | Ross Case, Geoff Masters                    | 3–6, 7–6, 6–2               |
| 1973 | John Newcombe, Mal Anderson         | John Alexander, Phil Dent                   | 6–3, 6–4, 7–6               |
| 1974 | Ross Case, Geoff Masters            | Syd Ball, Bob Giltinan                      | 6–7, 6–3, 6–4               |
| 1975 | John Alexander, Phil Dent           | Bob Carmichael, Allan Stone                 | 6–3, 7–6                    |
| 1976 | John Newcombe, Tony Roche           | Ross Case, Geoff Masters                    | 7–6, 6–4                    |
| 1977 | Arthur Ashe, Tony Roche (Január)    | Charlie Pasarell, Erik van Dillen           | 6–4, 6–4                    |
| 1977 | Ray Ruffels, Allan Stone (December) | John Alexander, Phil Dent                   | 7–6, 7–6                    |
| 1978 | Wojciech Fibak, Kim Warwick         | Paul Kronk, Cliff Letcher                   | 7–6, 7–5                    |
| 1979 | Peter McNamara, Paul McNamee        | Paul Kronk, Cliff Letcher                   | 7–6, 6–2                    |
| 1980 | Mark Edmondson, Kim Warwick         | Peter McNamara, Paul McNamee                | 7–5, 6–4                    |
| 1981 | Mark Edmondson, Kim Warwick         | Hank Pfister, John Sadri                    | 6–3, 6–7, 6–3               |
| 1982 | John Alexander, John Fitzgerald     | Andy Andrews, John Sadri                    | 6–4, 7–6                    |
| 1983 | Mark Edmondson, Paul McNamee        | Steve Denton, Sherwood Stewart              | 6–3, 7–6                    |
| 1984 | Mark Edmondson, Sherwood Stewart    | Joakim Nyström, Mats Wilander               | 6–2, 6–2, 7–5               |
| 1985 | Paul Annacone, Christo Van Rensburg | Mark Edmondson, Kim Warwick                 | 3–6, 7–6, 6–4, 6–4          |
| 1986 | elmaradt                            |                                             |                             |
| 1987 | Stefan Edberg, Anders Järryd        | Peter Doohan, Laurie Warder                 | 6–4, 6–4, 7–6               |
| 1988 | Rick Leach, Jim Pugh                | Jeremy Bates, Peter Lundgren                | 6–3, 6–2, 6–3               |
| 1989 | Rick Leach, Jim Pugh                | Darren Cahill, Mark Kratzmann               | 6–4, 6–4, 6–4               |
| 1990 | Pieter Aldrich, Danie Visser        | Grant Connell, Glenn Michibata              | 6–4, 4–6, 6–1, 6–4          |
| 1991 | Scott Davis, David Pate             | Patrick McEnroe, David Wheaton              | 6–7, 7–6, 6–3, 7–5          |
| 1992 | Todd Woodbridge, Mark Woodforde     | Kelly Jones, Rick Leach                     | 6–4, 6–3, 6–4               |
| 1993 | Danie Visser, Laurie Warder         | John Fitzgerald, Anders Järryd              | 6–4, 6–3, 6–4               |
| 1994 | Jacco Eltingh, Paul Haarhuis        | Byron Black, Jonathan Stark                 | 6–7, 6–3, 6–4, 6–3          |
| 1995 | Jared Palmer, Richey Reneberg       | Mark Knowles, Daniel Nestor                 | 6–3, 3–6, 6–3, 6–2          |
| 1996 | Stefan Edberg, Petr Korda           | Sebastien Lareau, Alex O'Brian              | 7–5, 7–5, 4–6, 6–1          |
| 1997 | Todd Woodbridge, Mark Woodforde     | Sebastien Lareau, Alex O'Brian              | 4–6, 7–5, 7–5, 6–3          |
| 1998 | Jonas Björkman, Jacco Eltingh       | Todd Woodbridge, Mark Woodforde             | 6–2, 5–7, 2–6, 6–4, 6–3     |
| 1999 | Jonas Björkman, Patrick Rafter      | Lijendar Pedzs, Mahes Bhúpati               | 6–3, 4–6, 6–4, 6–7(10), 6–4 |
| 2000 | Ellis Ferreira, Rick Leach          | Wayne Black, Andrew Kratzmann               | 6–4, 3–6, 6–3, 3–6, 18–16   |
| 2001 | Jonas Björkman, Todd Woodbridge     | Byron Black, David Prinosil                 | 6–1, 5–7, 6–4, 6–4          |
| 2002 | Mark Knowles, Daniel Nestor         | Fabrice Santoro, Michaël Llodra             | 7–6(4), 6–3                 |
| 2003 | Fabrice Santoro, Michaël Llodra     | Mark Knowles, Daniel Nestor                 | 6–4, 3–6, 6–3               |
| 2004 | Fabrice Santoro, Michaël Llodra     | Bob Bryan, Mike Bryan                       | 7–6(4), 6–3                 |
| 2005 | Wayne Black, Kevin Ullyett          | Bob Bryan, Mike Bryan                       | 6–4, 6–4                    |
| 2006 | Bob Bryan, Mike Bryan               | Martin Damm, Lijendar Pedzs                 | 4–6, 6–3, 6–4               |
| 2007 | Bob Bryan, Mike Bryan               | Makszim Mirni, Jonas Björkman               | 7–5, 7–5                    |
| 2008 | Jonathan Erlich, Andi Rám           | Arnaud Clément, Michaël Llodra              | 7–5, 7–6(4)                 |
| 2009 | Bob Bryan, Mike Bryan               | Mahes Bhúpati, Mark Knowles                 | 2–6, 7–5, 6–0               |
| 2010 | Bob Bryan, Mike Bryan               | Daniel Nestor, Nenad Zimonjić               | 6–3, 6–7(5), 6–3            |
| 2011 | Bob Bryan, Mike Bryan               | Mahes Bhúpati, Lijendar Pedzs               | 6–3, 6–4                    |
| 2012 | Lijendar Pedzs, Radek Štěpánek      | Bob Bryan, Mike Bryan                       | 7–6(1), 6–2                 |
| 2013 | Bob Bryan, Mike Bryan               | Robin Haase, Igor Sijsling                  | 6–3, 6–4                    |
| 2014 | Łukasz Kubot, Robert Lindstedt      | Eric Butorac, Raven Klaasen                 | 6–3, 6–3                    |
| 2015 | Simone Bolelli Fabio Fognini        | Pierre-Hugues Herbert Nicolas Mahut         | 6–4, 6–4                    |
| 2016 | Jamie Murray Bruno Soares           | Daniel Nestor Radek Štěpánek                | 2–6, 6–4, 7–5               |
| 2017 | Henri Kontinen John Peers           | Bob Bryan Mike Bryan                        | 7–5, 7–5                    |
| 2018 | Oliver Marach Mate Pavić            | Juan Sebastián Cabal Robert Farah           | 6–4, 6–4                    |
| 2019 | Pierre-Hugues Herbert Nicolas Mahut | Henri Kontinen John Peers                   | 6–4, 7–6(1)                 |
| 2020 | Rajeev Ram Joe Salisbury            | Max Purcell Luke Saville                    | 6–4, 6–2                    |
| 2021 | Filip Polášek Ivan Dodig            | Rajeev Ram Joe Salisbury                    | 6–3, 6–4                    |
| 2022 | Nick Kyrgios Thanasi Kokkinakis     | Matthew Ebden Max Purcell                   | 7–5, 6–4                    |
| 2023 | Rinky Hijikata Jason Kubler         | Hugo Nys Jan Zieliński, 6–4, 7–6(4)         |                             |
| 2024 | Róhan Bópanna Matthew Ebden         | Simone Bolelli Andrea Vavassori 7–6(0), 7–5 |                             |
| 2025 | Harri Heliövaara Henry Patten       | Simone Bolelli Andrea Vavassori             | 6–7(16), 7–6(5), 6–3        |